# Pliozaury
Pliozaury (Pliosauridae, z gr. πλειω – żeglować lub πλειων – płetwa i σαυρυς – jaszczur) – rodzina krótkoszyjnych plezjozaurów. Żyły w okresie od jury do końca kredy.
W przeciwieństwie do długoszyjnych elasmozaurów miały krótkie szyje z mniejszą liczbą kręgów oraz ogromne czaszki. U niektórych rodzajów długość czaszki dochodziła do trzech metrów i mogła stanowić jedną czwartą długości całego zwierzęcia. Prawdopodobnie były też przystosowane do życia w głębszych wodach. Były potężnymi mięsożercami z pozycją na końcu łańcucha pokarmowego. Potężne szczęki mieściły wiele ostrych zębów. Ich zdobyczą mogły być ichtiozaury, inne plezjozaury, rekiny, wielkie głowonogi itp. Do rodziny należą m.in. rodzaje: Liopleurodon, Kronosaurus, Brachauchenius i Peloneustes.
Skamieniałe szczątki znaleziono w Anglii i Ameryce Południowej oraz w Krzyżanowicach k. Iłży.